# Androrangavola (Nosy Varika)
Androrangavola est une commune rurale de Madagascar, faisant partie du district de Nosy Varika et de la région Vatovavy.